# Deputati della VI legislatura del Regno di Sardegna
Questo elenco riporta i nomi dei deputati della VI legislatura del Regno di Sardegna.

## A
- Giuseppe Airenti
- Carlo Alfieri di Sostegno
- Andrea Evaristo Alvigini
- Giuseppe Ameglio
- Francesco Annoni di Cerro
- Giuseppe Ansaldo
- Casimiro Ara
- Giuseppe Arconati Visconti
- Cesare Arnaud di San Salvatore
- Giuseppe Arnulfo
- Carlo Felice Asinari
- Giorgio Asproni
- Giacomo Astengo
- Carlo Avondo

## B
- Luigi Baino
- Adrien Barralis
- Giovanni Belli
- Livio Benintendi
- Carlo Beolchi
- Ignazio Berruti
- Giovanni Battista Bertazzi
- Cesare Bertea
- Giovanni Battista Bertini
- Giuseppe Bertoldi
- Giuseppe Biancheri
- Giovanni Bianchetti
- Carlo Bianchi di Castagnè
- Alessandro Bianchi
- Carlo Emanuele Birago di Vische
- Cesare Leopoldo Bixio
- Angelo Bo
- Pier Carlo Boggio
- Vincenzo Bolmida
- Alessandro Borella
- Jean-François Borson
- Giovan Battista Bottero
- Alessandro Bottone di San Giuseppe
- Giuseppe Brignone
- Angelo Brofferio
- Carlo Brunet
- Domenico Buffa
- Giovanni Buraggi
- Bonaventura Buttini

## C
- Stanislao Caboni
- Carlo Cadorna
- Raffaele Cadorna
- Federico Callori
- Giovanni Battista Canalis
- Giovanni Capra
- Vincenzo Capriolo
- François Carquet
- Giuseppe Carrega
- Bartolomeo Casalis
- Michele Casaretto
- Giovanni Battista Cassinis
- Stefano Castagnola
- Luigi Castellani Fantoni
- Michelangelo Castelli
- Francesco Cattaneo
- Giovanni Cavalli
- Carlo Giuseppe Cavallini
- Gaspare Cavallini
- Camillo Benso, conte di Cavour
- Gustavo Benso di Cavour
- Carlo Cays di Giletta
- Vittorio Centurione Scotto
- Timoléon Chapperon
- Joseph-Agricola Chenal
- Francesco Chiapusso
- Amedeo Chiavarina di Rubiana
- Desiderato Chiaves
- Felice Chiò
- Cesare Cobianchi
- Enrico Cordero di Montezemolo
- Giuseppe Cornero
- Cesare Correnti
- Giuseppe Corrias
- Luigi Corsi
- Pantaléon Costa de Beauregard
- Ignazio Costa della Torre
- Antonio Costa
- Giuseppe Cotta Ramusino
- Saverio Crosa
- Edoardo Crotti di Costigliole
- Efisio Cugia

## D
- Maurizio d'Alberti della Briga
- Lodovico Daziani
- Giovanni Maurizio De Andreis
- Carlo Emanuele De Bosses
- Étienne de La Fléchère
- Gustave de Martinel
- Alphonse Gerbaix de Sonnaz
- Charles de Viry
- Vittorio Del Carretto di Balestrino
- Ferdinando Delitala
- Clemente Solaro della Margarita
- Emiliano Avogadro della Motta
- Carlo Demaria
- Agostino Depretis
- Charles-Marie-Joseph Despine
- Michele Castellamonte di Lessolo
- Carlo Ludovico Di San Martino d'Agliè

## F
- Bernardino Falqui Pes
- Agostino Fara
- Gavino Fara
- Maurizio Farina
- Luigi Carlo Farini
- Francesco Fasiani
- Luigi Fecia di Cossato
- Niccolò Ferracciu
- Vincenzo Ferrero Ponziglione
- Luigi Franchi di Pont

## G
- Francesco Gallini
- Pietro Gallo
- Giovanni Filippo Galvagno
- Enrico Garau
- Antonio Maria Garibaldi
- Giuseppe Garibaldi
- Celestino Gastaldetti
- Luigi Genina
- Lorenzo Ghiglini
- Francesco Ignazio Ghirisi Puddu
- Francesco Gilardini
- Giuseppe Ginet
- Antonio Giovanola
- Luigi Girod De Montfalcon
- François Grange
- Severino Grattoni
- Giuseppe Michele Grixoni
- Francesco Guglianetti
- Alexandre Guillet

## J
- Antoine Jacquemoud
- Humbert Jaillet de Saint-Cergues

## L
- Alfonso La Marmora
- Albert-Eugène Lachenal
- Giovanni Lanza
- Charles Gabriel Laurent
- Carlo Laurenti Robaudi
- Stefano Le Blanc
- Diodato Leardi
- Enrico Leone
- Giacomo Lignana
- Antoine Louaraz
- Gaetano Loy

## M
- Giuseppe Malan
- Terenzio Mamiani
- Giovanni Manca di Nissa
- Rolando Mangini
- Domenico Marco
- Giacomo Margotti
- Carlo Domenico Mari
- Diego Marongiu
- Carlo Marrè
- Casimiro Massimino
- Francesco Mastio
- Alfonso Mathis
- Pietro Mazza
- Domenico Melis
- Filippo Mellana
- Luigi Federico Menabrea
- Alessandro Michelini
- Giovanni Battista Michelini
- Vincenzo Maria Miglietti
- Alberto Minoglio
- Guglielmo Moffa di Lisio Gribaldi
- Cristoforo Moia
- Benoît Mollard
- Pietro Giuseppe Mongellaz
- Luigi Montagnini
- Pietro Monticelli
- Carlo Muletti

## N
- Serafino Naytana
- Carlo Negroni
- Giovanni Battista Negrotto Cambiaso
- Giovanni Battista Niccolini
- Désiré Niel
- Giovanni Notta

## O
- Filippo Ollandini
- Raimondo Orrù Lilliu
- Giovanni Battista Oytana

## P
- Giorgio Pallavicino Trivulzio
- Domenico Pareto
- Lorenzo Pareto
- Cesare Parodi
- Ilario Filiberto Pateri
- Joseph Pelloux
- Alessandro Pernati di Momo
- Matteo Pescatore
- Agostino Petitti Bagliani di Roreto
- Emilio Pistone
- Giuseppe Ponzetti
- Giuseppe Giulio Prato

## Q
- Luigi Zenone Quaglia

## R
- Urbano Rattazzi
- Carlo Alberto Ratti Opizzoni
- Ernesto Ricardi di Netro
- Vincenzo Ricci
- Nicolò Richetta
- Benedetto Rignon
- Giuseppe Robecchi
- Vittorio Emanuele Roberti
- Emanuele Luserna di Rorà

## S
- Giovanni Antonio Sanna
- Carlo Santa Croce Villahermosa
- Giuseppe Sappa
- Giuseppe Saracco
- Antonio Giuseppe Satta Musio
- Pietro Scavini
- Orso Serra
- Riccardo Sineo
- Vittorio Antonio Solari
- Paolo Solaroli di Briona
- Pietro Solinas
- Antonio Sotgiu
- Francesco Spano
- Domenico Spinola
- Giovanni Battista Spinola
- Pietro Spurgazzi

## T
- Sebastiano Tecchio
- Luigi Tegas
- Vittorio Emanuele Tettù
- Genova Giovanni Thaon di Revel
- Ottavio Thaon di Revel
- Luigi Torelli
- Eugenio Tornielli Brusati

## V
- Lorenzo Valerio
- Tommaso Vallauri
- Angelo Valvassori
- Carlo Varese
- Francesco Verasis Asinari
- Luigi Vicari

## Z
- Vincenzo Zerboglio